# Neohermes matheri
Neohermes matheri är en insektsart som beskrevs av Oliver S. Flint Jr. 1965. Neohermes matheri ingår i släktet Neohermes och familjen Corydalidae. Inga underarter finns listade i Catalogue of Life.